# Bibimys
Genre
Bibimys est un genre de rongeurs de la famille des cricétidés.

## Liste des espèces
- Bibimys chacoensis (Shamel, 1931)
- Bibimys labiosus (Winge, 1887)
- Bibimys torresi Massoia, 1979